# Pogonomyrmex apache
Pogonomyrmex apache är en myrart som beskrevs av Wheeler 1902. Pogonomyrmex apache ingår i släktet Pogonomyrmex och familjen myror. Inga underarter finns listade i Catalogue of Life.

## Bildgalleri

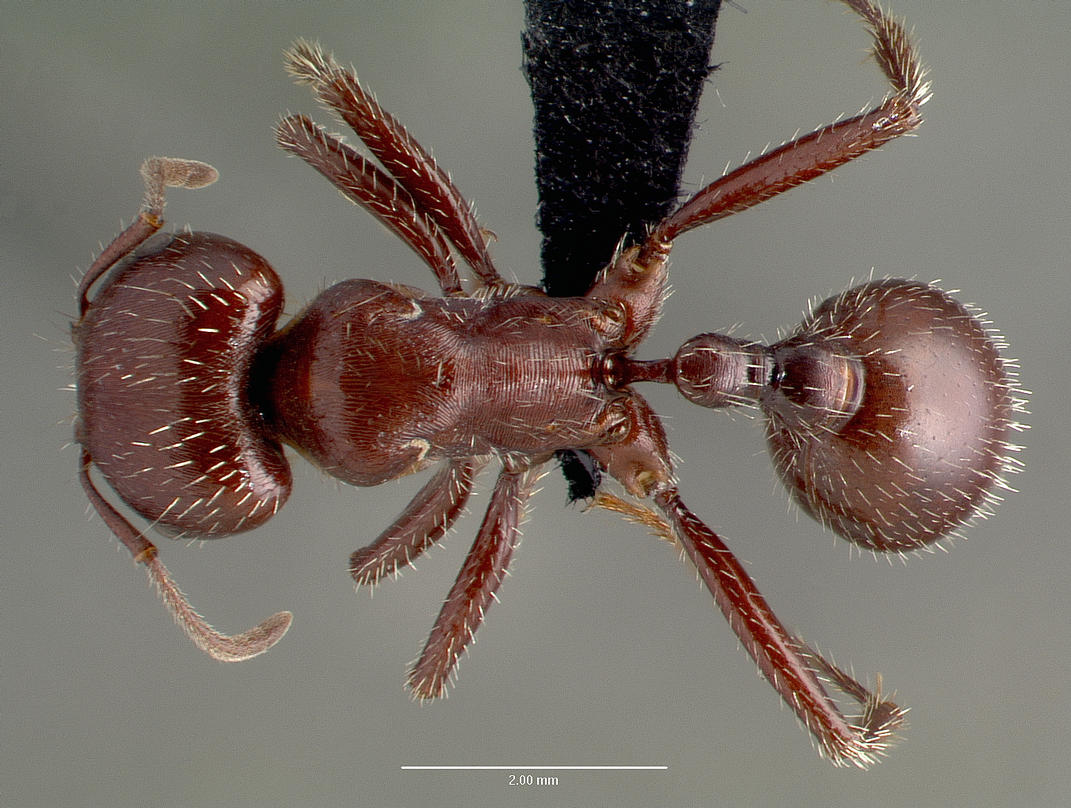
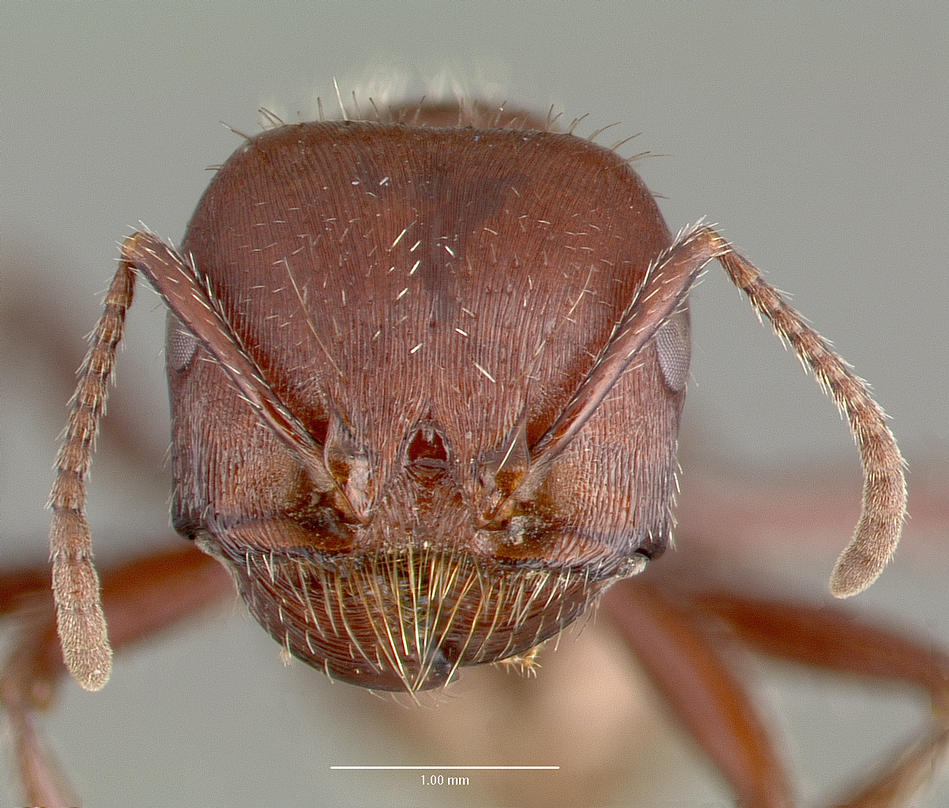
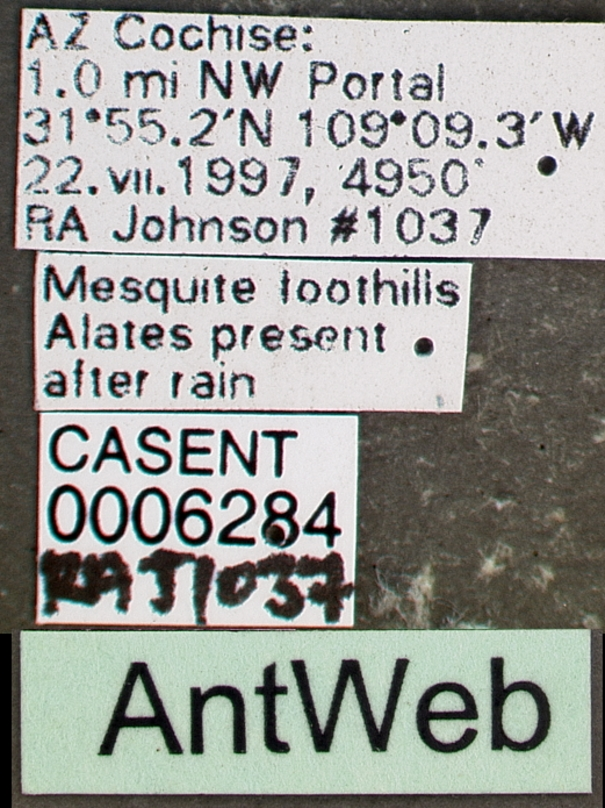
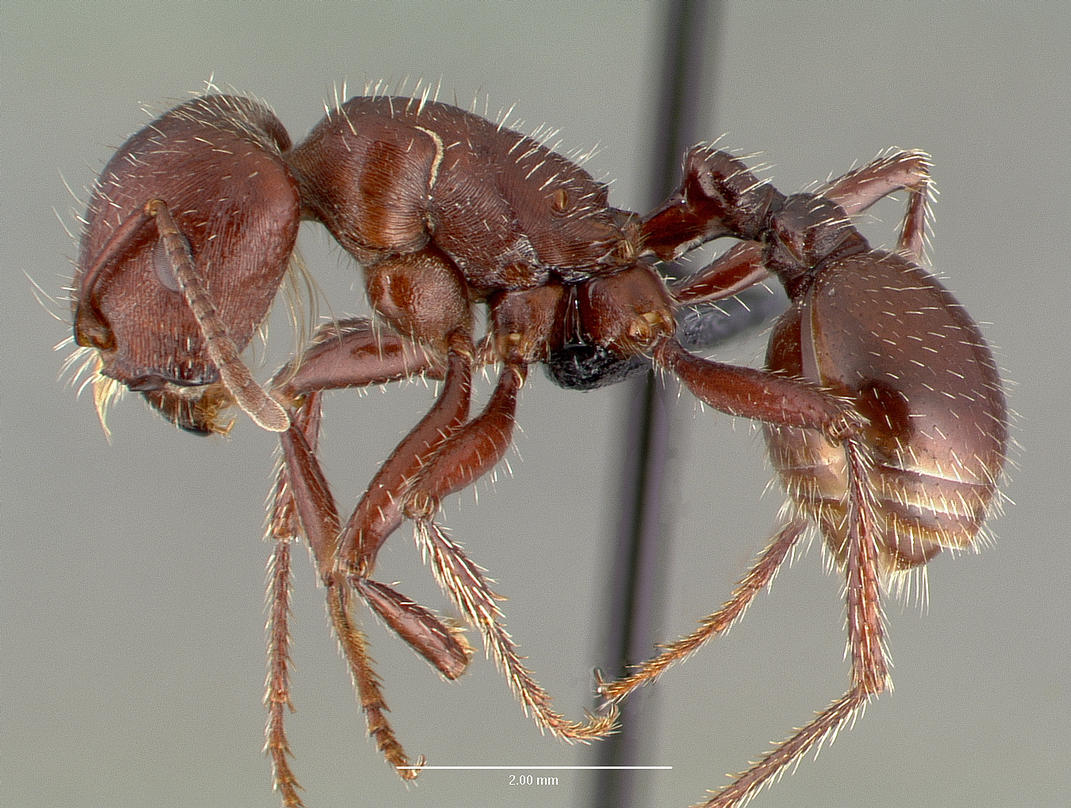